# Terruggia
Terruggia – miejscowość i gmina we Włoszech, w regionie Piemont, w prowincji Alessandria.
Według danych na styczeń 2010 gminę zamieszkiwało 880 osób przy gęstości zaludnienia 121,5 os./1 km².